# Міста Гренландії

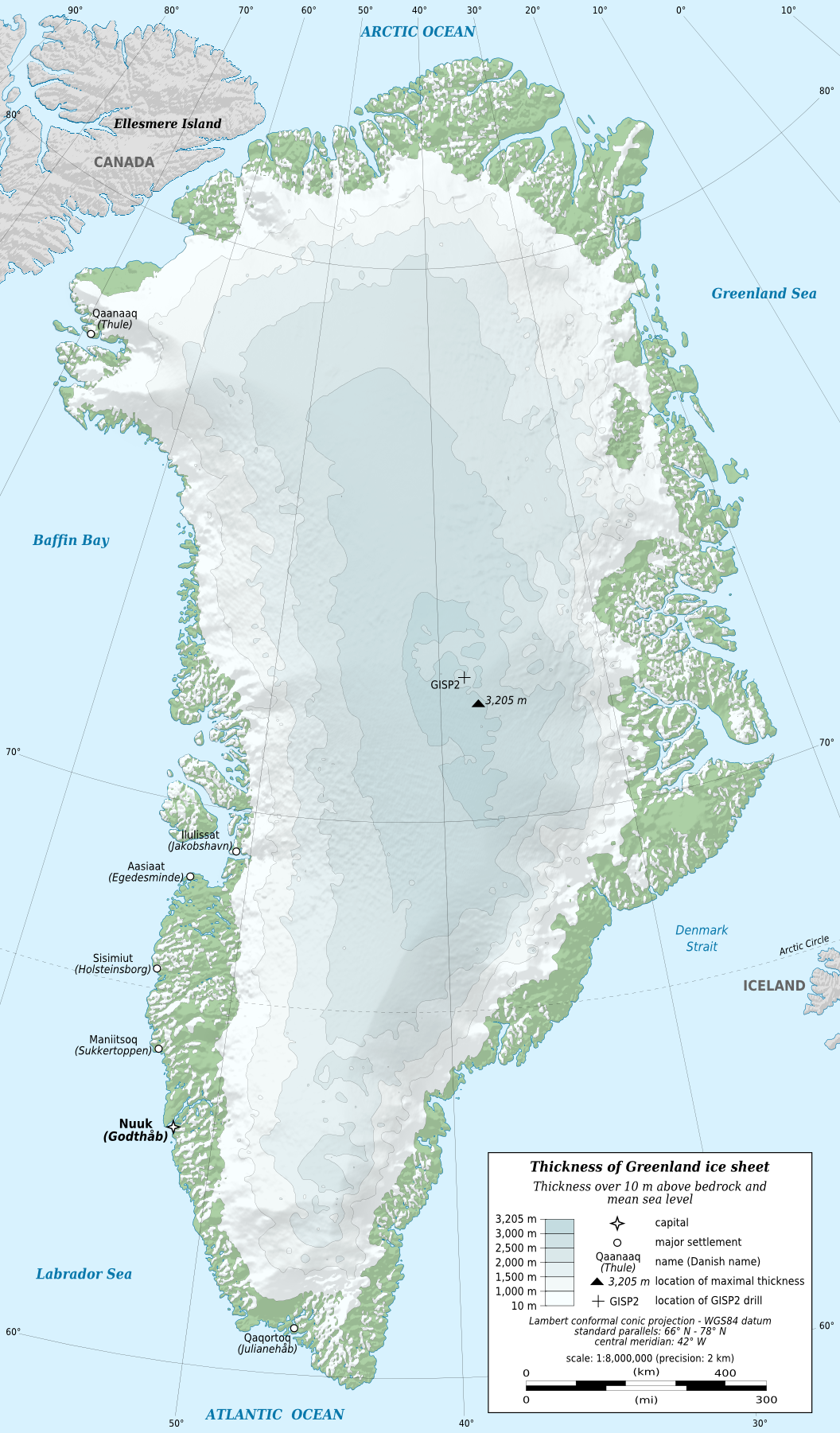
Мапа Ґренландії

Готхоб (Нуук) (дан. Godthåb, гренл. Nuuk)  — найдавніше місто острова, засноване 1728 року данським місіонером Хансом Егедом. Тут перебуває Національний Музей Гренландії, де зберігаються унікальні ескімоські мумії, а також найрізноманітніші експонати: собачі запряжки, каяки, уміаки, традиційні інструменти й добутки народної творчості.
Какорток (Юліансхоб) (гренл. Qaqortoq, дан. Julianehåb) — портове містечко на краю півострова на півдні Ґренландії, центр південного району країни. Саме звідси проводився пошук загублених колоністів Ханса Егеда. Улітку околиці міста потопають у зелені й дивовижних квітах. Однією з основних визначних пам'яток Какортока є єдиний у Ґренландії фонтан, прикрашений мідними табличками з іменами міських бюргерів (втім, більша частина табличок давно перекочувала в кишені численних мисливців за сувенірами). Музей Какортока — один із найкращих у Ґренландії, тут також можна познайомитися з декоративно-прикладною творчістю її населення. З Какортока можна вирушити в захопливу подорож мальовничим районом «Петерс Кейн», навколо озера Тасерсуак або до сусіднього містечка Ігалік.
Упернавік (дан. Upernavik) — розташований у фіордах моря Баффіна за 800 км до півночі від Північного Полярного Кола. Це найпівнічніша поромна переправа у світі. Середня температура влітку не перевищує тут +5 °C, а місцеві жителі люблять говорити: «Ви навіть не можете представити, що таке дійсний холод, поки не побуваєте в Упернавіку». Каяками всіх видів і відмінною колекцією гарпунів можна помилуватися в тутешньому музеї, книга відвідувачів якого повна автографів найвідоміших дослідників Арктики.
Уумманнак (гренл. Uummannaq, дан. Uummannak) — довгі роки був центром китобійного промислу. В XVII сторіччі тут було голландське поселення. Відтоді серед місцевих жителів свято зберігаються багато традиційних обрядів. Так, щовесни все село збирається на пагорбі й салютує трьома гарматними залпами першому кораблю, що прибуває, відкриваючи судноплавний сезон. Неподалік від Ууссвннака перебуває замок Санти Клауса, а ледве далі по узбережжю можна помилуватися дивним «Гротом Тролів»,

## Список міст
У список включені міста з населенням не менше 1000 осіб станом на 1 січня 2013 року. Чисельність населення наводиться щодо зазначеного міста без урахування поселень, складових його передмістя.
| №  | Українською  | Ґренландською | Dansk         | Населення (2013) | Фото |
| -- | ------------ | ------------- | ------------- | ---------------- | ---- |
| 1  | Нуук         | Nuuk          | Godthåb       | 16 454           |      |
| 2  | Сісіміут     | Sisimiut      | Holstensborg  | 5 598            |      |
| 3  | Ілуліссат    | Ilulissat     | Jacobshavn    | 4 541            |      |
| 4  | Какорток     | Qaqortoq      | Julianehåb    | 3 229            |      |
| 5  | Аасіат       | Aasiaat       | Egedesminde   | 3 142            |      |
| 6  | Маніїтсок    | Maniitsoq     | Sukkertoppen  | 2 670            |      |
| 7  | Тасіїлак     | Tasiilaq      | Oscarshavn    | 2 017            |      |
| 8  | Пааміут      | Paamiut       | Frederikshåb  | 1 515            |      |
| 9  | Нарсак       | Narsaq        | Nordprøven    | 1 503            |      |
| 10 | Нанорталік   | Nanortalik    | Bjørnsted     | 1 337            |      |
| 11 | Уумманнак    | Uummannaq     |               | 1 282            |      |
| 12 | Упернавік    | Upernavik     | Vårvig        | 1 181            |      |
| 13 | Касигіангуіт | Qasigiannguit | Christianshåb | 1 171            |      |